# 王啸平
王啸平（1919年12月—2003年3月5日），祖籍福建省同安县，生於新加坡，中华人民共和国話劇作家、導演。

## 生平
1940年離開新加坡，回中國大陸参加抗日战争，加入新四军，历任新四军第一师文工团团员、组长、导演，新四军苏中公学前线剧团戏剧主任、副团长，第三野战军政治部文工团副队长。中华人民共和国成立后，任华东军区政治部创作室主任，南京军区政治部前线话剧团副团长。1957年被划为右派。1962年起，任上海人民艺术剧院导演。文化大革命后，导演《灰色王国的黎明》、《红鼻子》等话剧。主要著作有剧本《永生的人们》、《回到人民队伍》、《继续为祖国战斗》、《海岸线》。

## 家庭
妻子茹志鹃，女儿王安诺、王安忆，儿子王安桅。